# Machimus albibarbis
Machimus albibarbis är en tvåvingeart som först beskrevs av Macquart 1850.  Machimus albibarbis ingår i släktet Machimus och familjen rovflugor. Inga underarter finns listade i Catalogue of Life.